# アミトリプチリン
アミトリプチリン（Amitriptyline）は、抗うつ薬の中でも最初に開発された三環系抗うつ薬（TCA）の一種である。主に抗うつ用途として処方されるケースが多いが、神経痛や薬物乱用頭痛の緩和、それにともなう頭痛薬の断薬などを目的に処方されるケースもある。作用機序としては、脳内においてノルアドレナリン及びセロトニンの再取り込みを抑制し、シナプス領域のモノアミンが増量する。日本での先発品名はトリプタノール、ラントロン、旧称ノーマルンである。
副作用では添付文書などにおいて、自殺リスクの増加のおそれについての注意がある。減薬は徐々に行う必要がある。抗コリン作用が強く、口渇、便秘、めまい、眠気、排尿障害、などの三環系抗うつ薬にありがちな副作用が強く現れやすい。
世界保健機関の必須医薬品の一覧に収録されている。

## 性質
水、エタノール、酢酸に溶けやすくジエチルエーテルに溶けにくい。苦く麻痺性がある。

## 適応
日本での適応は以下である。
- うつ病・うつ状態
- 夜尿症
- 末梢性神経障害性疼痛

末梢性神経障害性疼痛への適応は、2015年7月に公知申請により追加された。2009年9月16日、社会保険診療報酬支払基金より「慢性疼痛におけるうつ病・うつ状態」に対して処方した場合、審査上認める通知が行われた。

## 医療用途
うつ病、不安障害、PTSDなどのほか、注意欠陥・多動性障害、摂食障害、双極性障害、不眠症、過敏性腸症候群などに用いられる。
獣医学領域ではイヌの分離不安症の治療に使用される。

### 診療ガイドライン
WHOの大うつ病ガイドラインで選択肢の一つとされるが、第一選択肢はSSRIとされ心理療法を併用すべきであり、高齢者、心血管疾患者には可能であれば処方を避けるとしている。PTSDへのガイドラインでは選択肢の一つとされるが、第一選択肢ではあってはならず、エビデンスは限定されたものであるとされる。
神経痛へのガイドラインにて、アミトリプチリンはデュロキセチン、ガバペンチン、プレガバリンと並んで選択肢の一つとされている。日本の慢性頭痛の診療ガイドラインでは、アミトリプチリンへの言及はない。

#### 有効性
2004年の『アメリカ家庭医学会』誌における慢性頭痛の治療においては、アミトリプチリンは予防治療法の選択肢の一つである。
ランダム化比較試験において、有痛性糖尿病性神経障害に対し、アミトリプチリン、デュロキセチンおよびプレガバリンの三者は同等の効果がみられたという報告がある。

## 副作用
薬物治療の終了は徐々に減薬を行う必要があり、少なくとも4週間をかけて行う。日本の添付文書でも、吐き気、頭痛、倦怠感、情動不安、睡眠障害などの離脱症状があらわれることがあり、徐々に減量する旨が記載されている。
抗コリン作用が強く、口渇、便秘、めまい、眠気、排尿障害、などの三環系抗うつ薬にありがちな副作用が強く現れやすい。ほか、心原性不整脈、自傷行為リスクなどが報告されている。日本の添付文書では、使用上の注意において、自殺念慮や自殺企図、攻撃性・衝動性のリスクが増加することがあるという旨が記載されている。アメリカにおける医薬品のラベルでも、警告枠にて24歳以下の自殺リスクについて記載されている。

### 禁忌
- 児童青年[2]
- 緑内障のある者
- 心筋梗塞の回復初期の者
- 尿閉（前立腺疾患等）のある者
- モノアミン酸化酵素阻害剤（セレギリン）を服用中の者

## 薬理

三環系抗うつ薬（TCA）であるアミトリプチリンはノルアドレナリン輸送体やセロトニン輸送体を阻害することで作用を発揮すると考えられている。

抗うつ作用に関する詳細な作用機序は明らかにされていないが、脳内におけるノルアドレナリンおよびセロトニン再取り込みを抑制する結果、シナプス領域にこれらモノアミン量が増量することにより、抗うつ作用を示すと考えられている。
アミトリプチリンは、ラット脳においてノルアドレナリンの再取り込み、およびマウス脳切片でのセロトニンの再取り込みを抑制することが確認されている。
また、レセルピン及びテトラベナジンに対する拮抗作用があり、アミトリプチリンはマウスにおいて、レセルピンによる体温降下、およびテトラベナジンによる鎮静作用を抑制する。
加えて、麻酔イヌにおけるノルアドレナリンの昇圧反応を、アミトリプチリンは増強する。

## 剤形

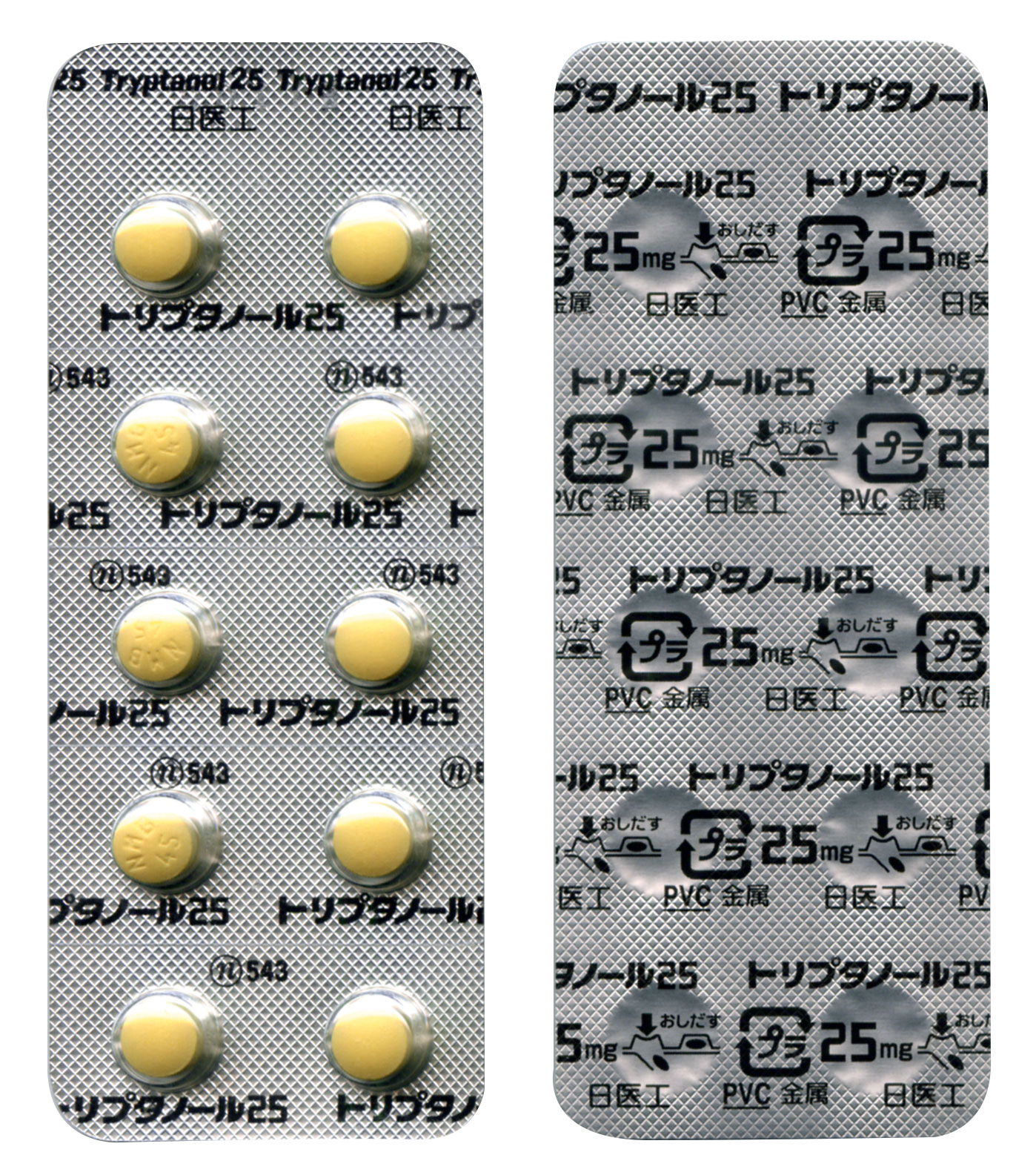
トリプタノール25

日本ではアミトリプチリンは塩酸塩として販売され10mg錠と25mg錠とがある。先発品の商品名は以下である。
- トリプタノール 日医工より。2010年12月27日にMSD（旧萬有製薬）より、製造販売権利を継承[12]。
- ラントロン アステラス製薬より。もとは、藤沢薬品工業を吸収合併した山之内製薬の商品。
- 旧称ノーマルン 沢井製薬より。2014年12月末より、名称はアミトリプチリン塩酸塩錠「サワイ」に順次切り替えされた。

トリプタノールについては後発医薬品が発売されている。ラントロンとノーマルン（「サワイ」）については、トリプタノールとは一部成分が異なることから、先発薬の扱いとされ、特許期限内にあるため後発品は発売されていない。